# Centriole

Schéma d'un centre organisateur des microtubules d'une cellule animale.

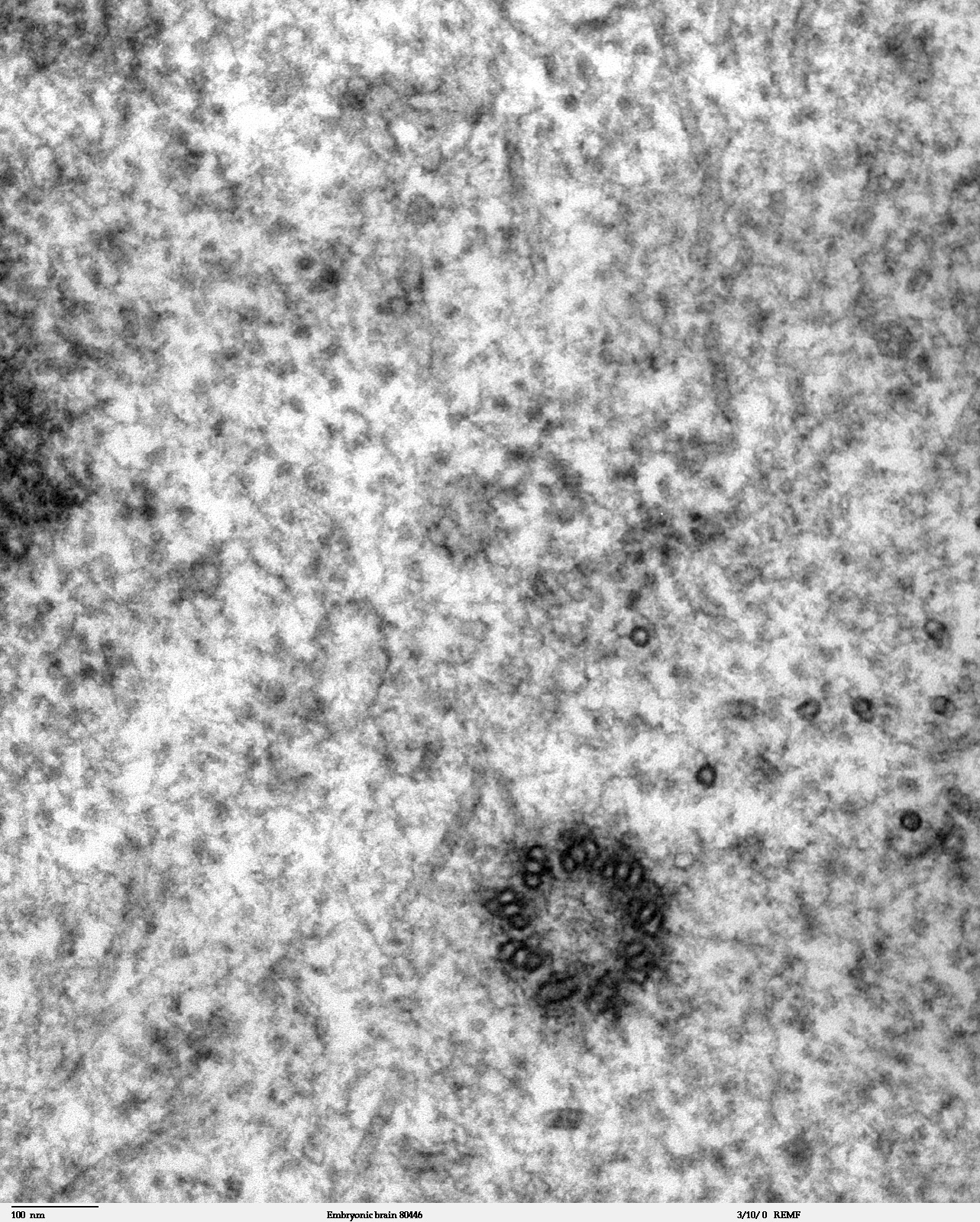
Détail d'une coupe de cellule observée en microscopie électronique en transmission montrant un centriole.

Le centriole est une structure cellulaire intracytoplasmique constituée de neuf triplets inclinés de microtubules, entourés par un certain nombre de protéines collectivement appelé matrice péricentriolaire de MAP (microtubule associated protein). Il est présent dans la cellule animale. Les végétaux en sont dépourvus sauf pour les formes peu complexes comme les mousses et les fougères. 

## Rôles
Certaines cellules animales peuvent posséder de nombreux centrioles comme dans le cas des cellules épithéliales ciliées (surtout dans le système pulmonaire) qui possèdent une paire de centrioles pour chaque cil. Dans certains types cellulaires, le centriole migre à la membrane plasmique pour commencer la formation d'un cil ou bien d'un flagelle. À la base du cil ou d'un flagelle, le centriole est appelé corps basal (en). L'exemple le plus connu est celui de la formation du flagelle au cours de la spermiogenèse. On peut également citer la formation de l'axone neuronal par les neurones.
Dans la cellule animale, deux centrioles sont disposés perpendiculairement, ne se touchent pas et forment avec le matériel péricentriolaire le centre organisateur des microtubules qui est toujours à proximité du Golgi et est souvent proche du noyau. Il intervient dans la polymérisation des microtubules et la mitose.
Son rôle dans la division cellulaire consiste à former l'appareil mitotique. Chaque paire de centrioles se déplace à un pôle de la cellule, formant un aster. Un réseau de microtubules se forme alors entre ces deux extrémités : le fuseau mitotique. Les chromosomes se déplacent à l'aide de ce réseau lors de la division cellulaire durant la métaphase et l'anaphase, c'est-à-dire lors de la ségrégation des chromosomes entre les deux cellules filles.

## Cycle des centrioles
Lors du cycle cellulaire :

Schéma explicatif du cycle du centrosome

- en fin de phase G1, les deux centrioles se dupliquent puis s'écartent, en phase S ;
- en phase G2 (entre la fin de réplication de l'ADN et la mitose), il y a donc 4 centrioles par centrosome ;
- en fin de prophase, les couples de centrioles s'écartent et deviennent chacun un pôle d'où rayonnent des microtubules : ils sont devenus des asters.